# Jablanica, Ilirska Bistrica
Jablanica je naselje v Občini Ilirska Bistrica.